# Diocesi di Amanzia
La diocesi di Amanzia (in latino Dioecesis Amantiana) è una sede soppressa e sede titolare della Chiesa cattolica.

## Storia
Amanzia, antica città greca nei pressi di Valona in Albania è un'antica sede vescovile della provincia romana dell'Epirus Novus nella diocesi civile di Macedonia, suffraganea dell'arcidiocesi di Durazzo. Fino a metà circa dell'VIII secolo, tutte le sedi episcopali della prefettura dell'Illirico erano parte del patriarcato di Roma.
Si conosce un solo vescovo di questa antica diocesi, Eulalio, presente al concilio di Sardica attorno al 344 e che, aderendo al partito ariano, prese parte al concilio dissidente di Filippopoli. Secondo alcuni autori, questo vescovo sarebbe stato invece metropolita di Amasea. Non sono noti altri vescovi, probabilmente perché la diocesi scomparve in seguito alle invasioni barbariche del V secolo (Goti e Unni).
Dal 1933 Amanzia è annoverata tra le sedi vescovili titolari della Chiesa cattolica; dal 19 ottobre 2002]l'arcivescovo, titolo personale, titolare è Paul Tschang In-nam, già nunzio apostolico nei Paesi Bassi.

## Cronotassi

### Vescovi greci
- Eulalio † (menzionato nel 344 circa)

### Vescovi titolari
- Edward Idris Cassidy † (27 ottobre 1970 - 28 giugno 1991 nominato cardinale diacono di Santa Maria in Via Lata)
- Johannes Liku Ada' (11 ottobre 1991 - 11 novembre 1994 nominato arcivescovo di Ujung Pandang)
- Gyula Márfi (11 novembre 1995 - 14 agosto 1997 nominato arcivescovo di Veszprém)
- Daniel Robert Jenky, C.S.C. (21 ottobre 1997 - 12 febbraio 2002 nominato vescovo di Peoria)
- Paul Tschang In-nam, dal 19 ottobre 2002